# Dorle Rath
Doris „Dorle“ Rath (* 10. März 1921; † 9. Juli 1989) war eine deutsche Sängerin des Swing und der Unterhaltungsmusik.

## Leben und Wirken

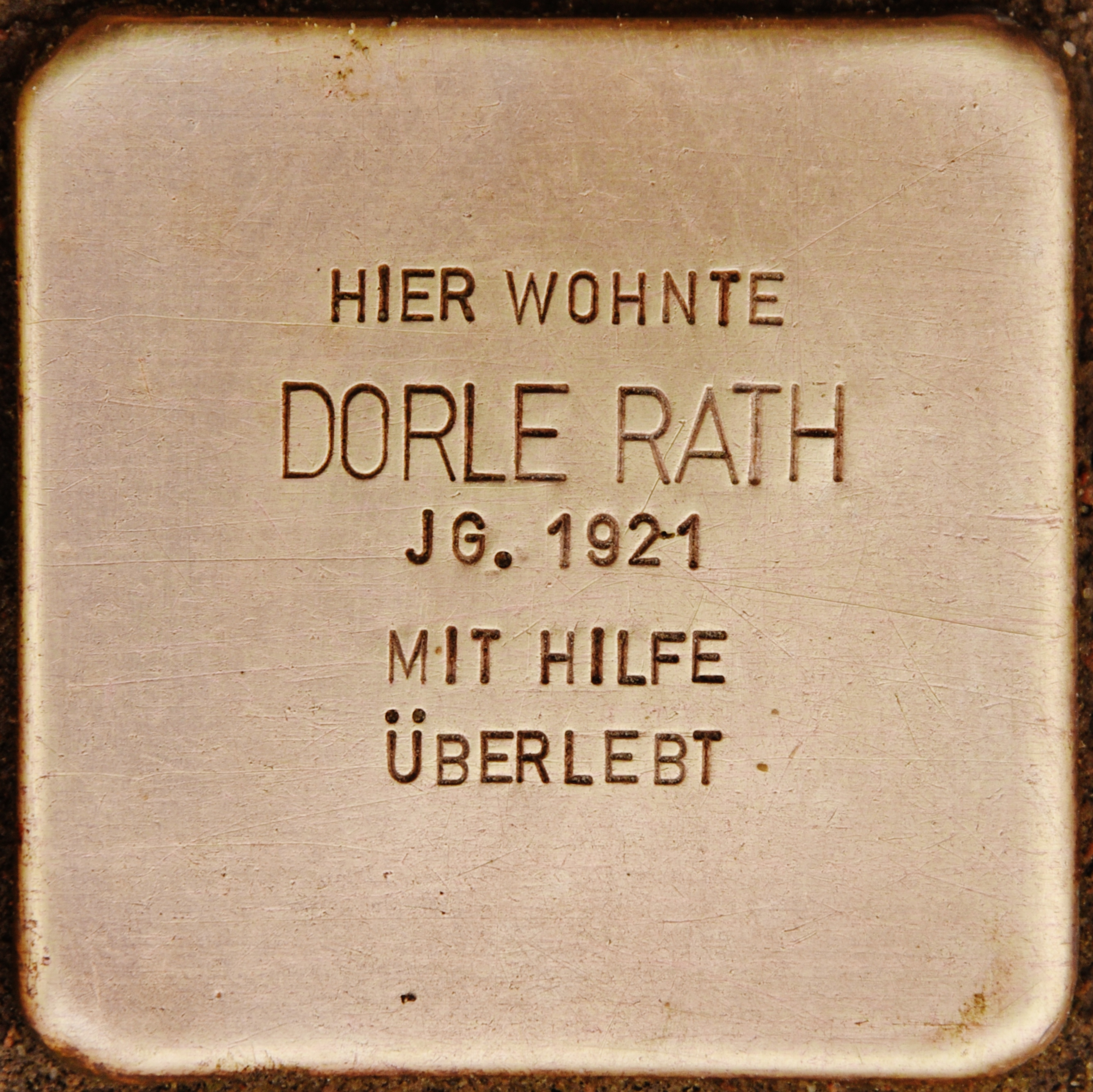
Stolperstein in Ahrensburg

Rath, Tochter des Mediziners Hugo Rath und seiner Frau Veronika, erhielt als Kind Klavier- und Cello-Unterricht, um dann ihre Stimme (Mezzosopran bzw. Alt) ausbilden zu lassen. Bis zum Werkabitur besuchte sie das Lyzeum in Wandsbek. Dann absolvierte sie in Berlin am Lette-Haus eine Ausbildung als Krankengymnastin und medizinische Bademeisterin, durfte aber in der Zeit des Nationalsozialismus wegen ihrer jüdischen Abstammung das Staatsexamen nicht ablegen. Sie arbeitete während der nächsten Jahre im väterlichen Ambulatorium in Ahrensburg mit, konnte dessen Leitung aber erst nach dem Ende der NS-Diktatur übernehmen.
Ihre stimmliche Begabung wurde entdeckt, als sie 1946 bei einer Hochzeit sang; sie wurde als Refrainsängerin des NWDR-Tanzorchesters Hamburg engagiert. Dort geriet sie in die Auseinandersetzung um die Rolle des Jazz in der Unterhaltungsmusik. Zahlreiche Hörer wollten lieber konventionelle Klangfarben hören als die jazzorientierten Klänge, die ihnen Kurt Wege bot. Nachdem Weges Mitarbeiter Friedrich Meyer die Situation eskalierte, wurde auch Dorle Rath (ebenso wie Wege) beurlaubt. 1949 wurde sie von der Polydor unter Vertrag genommen, um Schlager wie „Barbara, Barbara, fahr’ mit mir nach Afrika“ mit Benny de Weille einzuspielen. Weitere Aufnahmen wie „Geld allein macht nicht glücklich“, „Du bist mein Geheimnis“ oder der „Optimisten-Boogie“ folgten ebenso wie die Gesangsnummer „Der Elefant“ für Helmut Zacharias. Seit 1953 spielte sie auch in Musikfilmen mit, etwa als singende Köchin in dem Film „Das singende Hotel“ von Michael Jary. Im Film „Große Starparade “ sang sie mit Ilja Glusgal und Bully Buhlan ein paar Takte des „Bongo-Boogie“ und tanzte dazu.
Dann zog sie sich zurück, um ihr Ambulatorium zu leiten, und sang nur noch im Ahrensburger Kirchenchor. 